# Tippecanoe Railroad
Die Tippecanoe Railroad (AAR-reporting mark: TIPP) war eine Class-3-local railroad-Bahngesellschaft, die von 1980 bis 1990 im Norden des US-Bundesstaats Indiana Güterverkehr auf einer rund 26 km langen Strecke erbrachte.

## Geschichte
Am 1. April 1976 übernahm die neu gegründete Consolidated Rail Corporation (Conrail) unter anderem einen Großteil der Aktivitäten der zahlungsunfähigen Erie Lackawanna Railway (EL), nicht aber deren Hauptstrecke zwischen Marion (Ohio) und Chicago. In den folgenden Jahren versuchten die Erie Western Railway (1977–Juni 1979) und die Chicago & Indiana Railroad (April–Dezember 1979), den etwa 256 km langen Abschnitt im Bundesstaat Indiana weiter zu betreiben, mussten jedoch 1979 den Betrieb einstellen.
Um die Schienenanbindung des eigenen Getreidesilos in Monterey zu sichern, gründete dessen Betreiber Buckeye Feed & Supply am 30. November 1979 die nach dem Tippecanoe River benannte Tippecanoe Railroad. Der von Gordon C. Taiclet geführte Familienbetrieb Buckeye hielt den Großteil der Firmenanteile, doch waren auch weitere lokale Unternehmen, Mitarbeiter und zwölf externe Investoren am Unternehmen beteiligt. Nach der Betriebseinstellung der Chicago & Indiana Railroad am 31. Dezember 1979 übernahm die Tippecanoe Railroad am 9. Januar 1980 den Güterverkehr auf dem etwa 26 km langen Streckenabschnitt zwischen Monterey und North Judson, wo Übergang zur Chesapeake and Ohio Railway (C&O) bestand.
Die EL-Strecke in Indiana war nach Einstellung des EL-eigenen Bahnbetriebs weiter in deren Eigentum verblieben, jedoch unter USRA-Mandant befristet vom Staat Indiana angemietet und an die Nachfolgebetreiber untervermietet worden. Für den von der Tippecanoe Railroad genutzten Abschnitt galt dies für eine vorab bis zum 30. Juni 1980 definierte Übergangsphase zunächst ebenso. Die EL-Insolvenzverwalter verkauften die gesamte Infrastruktur in Indiana 1980 an L.B. Foster, die den Abschnitt Monterey–North Judson wiederum für 1,6 Millionen Dollar an die Tippecanoe Railroad abgaben. Der Kauf wurde durch den Bundesstaat Indiana mit einem Kredit in Höhe von 0,8 Millionen Dollar unterstützt.
Von April 1981 bis 1985 wurde durch die Fulton County Railroad (FCR) auch der in Monterey anschließende Streckenabschnitt bis Rochester weiter betriebsfähig vorgehalten. Dem Getreidesilo in Monterey und anderen Frachtkunden stand somit nicht nur der Übergang zur C&O in North Judson, sondern auch zur Norfolk and Western Railway in Rochester zur Verfügung. Die FCR besaß zu dieser Zeit keine eigenen Lokomotiven; bedarfsweise verkehrende Güterzüge wurden durch die Tippecanoe Railroad befördert. 1985 wurde der Betrieb zwischen Monterey und Rochester mit Ausnahme eines kurzen Abschnitts bei Rochester aufgegeben.
Zwischen Monterey und North Judson führte die Tippecanoe Railroad mit zwei Vollzeit- und zwei Teilzeitmitarbeitern einen profitablen Betrieb. 1989 wurde das Silo der Buckeye Feed & Supply in Monterey durch das  Landhandelsunternehmen Frick Services übernommen. Dessen Anteilseigner Daniel J. Frick erwarb zum 24. April 1980 die Verkehrsleistungen, Mitarbeiter, Fahrzeuge und Infrastruktur der Tippecanoe Railroad und führte den Bahnbetrieb über die J.K. Line (JKL) fort. Das Unternehmen Tippecanoe Railroad bestand noch bis 29. Juli 1992.

## Infrastruktur
Die Strecke der Tippecanoe Railroad war ein rund 26 km (16 Meilen) langer Abschnitt der früheren EL-Hauptstrecke nach Chicago zwischen den Mileposts 183 in Monterey und 199 in North Judson. In North Judson bestand Anschluss an eine Strecke der C&O, ab 1986 CSX Transportation. Die Tippecanoe Railroad bediente keine Zwischenstationen.

## Verkehr
Praktisch einziger Frachtkunde der Tippecanoe Railroad war das Getreidesilo und landwirtschaftliche Lagerhaus von Buckeye Feed & Supply in Monterey. In den ersten Betriebsjahren wurden jährlich zwischen 1040 und 1280 Güterwagen mit Getreide und Düngemitteln befördert.

## Fahrzeuge
Mit Betriebsaufnahme erwarb die Tippecanoe Railroad zwei unter den Nummern 6001 und 6002 geführte RS-11-Diesellokomotiven des Herstellers Alco von der Chicago & Indiana Railroad. Beide waren ursprünglich für die Southern Pacific Company gebaut worden. Lok 6002 wurde wenig später verkauft. 1986 ersetzte die Bahngesellschaft auch die verbliebene RS-11 durch zwei von der C&O bzw. CSX Transportation erworbene EMD-Diesellokomotiven des Typs SD18. Eine dieser beiden Maschinen, Lok 7311, wurde nach 1990 durch JKL weiter genutzt, während Lok 7302 zur Central Railroad of Indianapolis wechselte.